# Syzygium tetrapleurum
Syzygium tetrapleurum là một loài thực vật có hoa trong Họ Đào kim nương. Loài này được L.M.Perry miêu tả khoa học đầu tiên năm 1950.